# Rio Crişul Văratecului
O Rio Crişul Văratecului é um rio da Romênia, afluente do Crişul Poienii, localizado no distrito de Bihor.